# Catedral de la Inmaculada Concepción (Pekín)
La Catedral de la Inmaculada Concepción (en chino: 圣母无染原罪堂) coloquialmente conocida como la "iglesia Xuanwumen" (chino: 宣武门天主堂; pinyin: Xuānwǔmén Tiānzhǔtáng) o "Nantang" (chino: 南堂, literalmente "la Iglesia del Sur") para los locales, es una histórica iglesia católica, ubicada en Pekín, la capital de China. Mientras que la fundación original de la catedral fue en 1605, convirtiéndose en la iglesia católica más antigua en Pekín, el edificio actual de estilo barroco data de 1904.
La Catedral de la Inmaculada Concepción, en su fundación, se remonta a 1605, en el trigésimo tercer año de reinado de Wanli el emperador de la dinastía Ming. Cuando el jesuita italiano Mateo Ricci llegó a Pekín, el emperador le permitió una residencia al oeste del sitio de la actual catedral, cerca de Xuanwumen. Es la catedral de la arquidiócesis de Pekín.
Adjunta a esta residencia estaba una pequeña capilla, de estilo chino, con solo una cruz encima de la entrada que la distinguía como una iglesia. En este tiempo fue conocida como la Capilla Xuanwumen.
En 1690 Pekín recibió su primer obispo católico, el franciscano Bernardino della Chiesa, y la iglesia se convirtió en una catedral.